# إيرول مان
إيرول مان (بالإنجليزية: Errol Mann)‏ هو لاعب كرة قدم أمريكية أمريكي، ولد في 27 يونيو 1941 في بريكنريدج في الولايات المتحدة، وتوفي في 11 أبريل 2013 في ميسولا في الولايات المتحدة.

## وصلات خارجية
- إيرول مان على موقع مرجع كرة القدم المحترفة.كوم (الإنجليزية)
- إيرول مان على موقع IMDb (الإنجليزية)